# グレンヴィル (グレナダ)
グレンヴィル（Grenville）は、グレナダの町。グレナダ島東部の大西洋に面した港町で、セント・アンドリュー教区の行政中心地。人口は2,411人（2013年）。
港では農産物が輸出され、かつては国内最大級のナツメグ加工工場があった。また国内で初めて開港したパールズ空港が近辺に所在していた（現在は閉鎖）。
フランス人がラ・ベイ（La Baye）として建設した。イギリス領となった際に、イギリスの首相ジョージ・グレンヴィルにちなみグレンヴィルへ改称した。1886年頃に裁判所が、1981年にグレンビル治安判事裁判所が設置された。グレナダ独立後の初代首相エリック・ゲイリーはダンファーリン地区（Dunfermline）で誕生した。